# حریجه
حریجه، روستایی در دهستان جهاد بخش گمبوعه شهرستان حمیدیه در استان خوزستان ایران است.

## جمعیت
بر پایه سرشماری عمومی نفوس و مسکن در سال ۱۳۹۵، جمعیت این روستا برابر با ۴۶۰ نفر (۱۱۵ خانوار) بوده است.